# Hanna Marcinkowska (lekkoatletka)
Hanna Marcinkowska, po mężu Nogaj (ur. 3 kwietnia 1957) – polska lekkoatletka, specjalizująca się w skoku w dal, medalistka mistrzostw Polski.

## Kariera sportowa
Była zawodniczką AZS Poznań.
Na mistrzostwach Polski seniorek na otwartym stadionie zdobyła jeden medal - srebrny w skoku w dal w 1976. 
Rekord życiowy w skoku w dal: 6,24 (9.07.1976).